# Sigrid Agren
Sigrid Agren (Martinica, 24 aprile 1991) è una modella francese, di origini svedesi.

## Carriera
Sigrid Agren inizia la sua carriera nel mondo della moda, partecipando all'età di tredici anni al concorso Elite Model Look in Francia, ed arrivando alla finale a Shanghai.. Il concorso alla fine fu vinto da Charlotte Beillard, nota col nome di Charlotte di Calypso, ma la Agren ottenne ugualmente un contratto con l'agenzia Elite Model Management. Tuttavia Sigrid Agren non lavorerà mai effettivamente sino al 2007, anno in cui completa gli studi.
Nel 2008 debutta sulle passerelle, chiudendo le sfilate di Prada. In seguito lavorerà con decine di importanti case di moda internazionali come Calvin Klein, Ralph Lauren, Donna Karan, Rodarte, Yves Saint Laurent, Karl Lagerfeld, Alexander McQueen, CoSTUME NATIONAL, e Louis Vuitton. Nel 2009 collabora nuovamente con Prada, diventandone la testimonial insieme a Giedre Dukauskaite e Anna Jagodzińska. Nello stesso anno Sigird Agren è anche il volto della campagna pubblicitaria internazionale di Armani Jeans. Nel 2010 è testimonial per Façonnable, la linea di cosmetici di Yves Saint Laurent e per il profumo Chanel Chance.
Nel corso della sua carriera la modella francese è comparsa sulle copertine di numerose riviste di moda, fra cui si possono citare l'edizione cinese di Vogue di agosto 2009 e l'edizione britannica di i-D di giugno/luglio 2009, in cui è ritratta insieme alle colleghe Tasha Tilberg e Raquel Zimmermann. È stata ritratta anche in vari servizi di Harper's Bazaar e Numéro. Nel 2013 e 2014 partecipa al Victoria's Secret Fashion Show.

## Agenzie
- Elite Model Management - Parigi, Milano, Londra, Copenaghen
- New York Model Management
- Ave Management - Singapore

## Campagne pubblicitarie
- Alberta Ferretti A/I (2010)
- Armani Jeans P/E (2009)
- Bottega Veneta A/I (2009)
- Burberry Blue Label P/E (2011)
- Carolina Herrera A/I (2011) P/E (2012)
- Celine A/I (2010)
- Chloé A/I (2009;2011)
- Chanel Chance Eau Tendre Fragrance (2010-2011;2013)
- Chanel n 5 (2012)
- Chanel Jewelry (2012-2013)
- Chanel Beauty (2012-2014)
- Chanel Watches (2013)
- cK Calvin Klein A/I (2009)
- cK Watches A/I (2009)
- COS P/E (2011)
- Daks A/I (2010) P/E (2013)
- Elie Saab P/E (2013)
- Ellassay A/I (2014)
- Façonnable P/E (2010) A/I (2010)
- Gucci A/I (2011)
- Gucci Pre Fall (2011)
- Just Cavalli P/E (2011)
- Karl Lagerfeld A/I (2009)
- New Man P/E (2009)
- Nicole Farhi P/E (2009)
- O'2nd P/E (2011)
- Prada P/E (2009)
- Prada Men A/I (2010)
- Shinsegae A/I (2013)
- Sportmax A/I (2013) P/E (2014)
- Stella McCartney A/I (2009)
- The Obsessions A/I (2012)
- YSL Beaute P/E (2010)
- YSL Beaute Holiday (2009)